# Alexander Grigorjewitsch Abramow

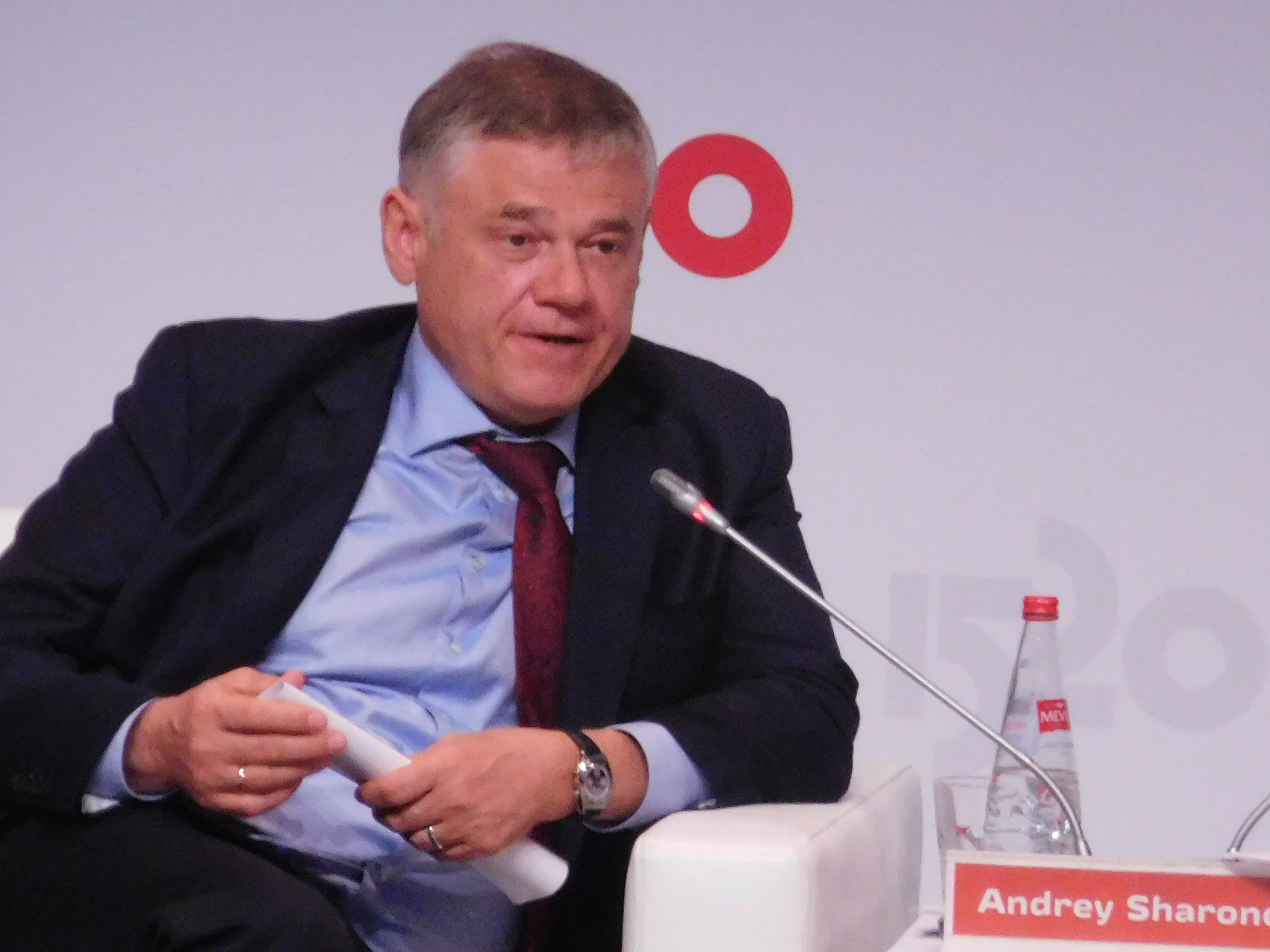
Alexander Grigorjewitsch Abramow

Alexander Grigorjewitsch Abramow (russisch Александр Григорьевич Абрамов; * 2. Februar 1959 in Moskau) ist ein russischer Unternehmer.

## Werdegang
Abramow wurde 1959 in Moskau, Hauptstadt der ehemaligen UdSSR, geboren und ist jüdischer Abstammung. Er schloss sein Studium am Moskauer Institut für Physik und Technologie mit einem Diplom in Physik und Mathematik ab. Zunächst arbeitete er für das russische Raumfahrt- und Verteidigungsprogramm, bevor er Metallhändler wurde.
Ab 1998 baute er das größte Stahl- und Eisenimperium Russlands auf, das 125.000 Menschen beschäftigte, etwa 22 Prozent der gesamten Stahlproduktion des Landes kontrollierte und einen Jahresumsatz von 20 Mrd. USD erzielte.

## Vermögen
Im Mai 2022 schätzte Forbes sein Vermögen auf 6,7 Milliarden US-Dollar.

## Sanktionen
Er wird im US-amerikanischen CAATSA Report aufgeführt und befindet sich daher seit 2018 auf der Putin-Liste.

## Privates
Abramow is verheiratet, hat drei Kinder und lebt in Barvikha bei Moskau.